# Премия Сервантеса
Премия «Мигель де Сервантес» (исп. Premio Miguel de Cervantes) — крупнейшая ежегодная награда ныне живущему автору, пишущему на испанском языке. Имена кандидатов предлагаются Академиями языка испаноязычных стран, премия присуждается министерством культуры Испании. Лауреат получает сумму в 125 тыс. евро. Премия вручается 23 апреля, в день смерти Сервантеса.

## Лауреаты
- 1976 Хорхе Гильен ( Испания)
- 1977 Алехо Карпентьер ( Куба)
- 1978 Дамасо Алонсо ( Испания)
- 1979 Хорхе Луис Борхес ( Аргентина)
- 1979 Херардо Диего ( Испания)
- 1980 Хуан Карлос Онетти ( Уругвай)
- 1981 Октавио Пас ( Мексика)
- 1982 Луис Росалес ( Испания)
- 1983 Рафаэль Альберти ( Испания)
- 1984 Эрнесто Сабато ( Аргентина)
- 1985 Гонсало Торренте Бальестер ( Испания)
- 1986 Антонио Буэро Вальехо ( Испания)
- 1987 Карлос Фуэнтес ( Мексика)
- 1988 Мария Самбрано ( Испания)
- 1989 Аугусто Роа Бастос ( Парагвай)
- 1990 Адольфо Бьой Касарес ( Аргентина)
- 1991 Франсиско Аяла ( Испания)
- 1992 Дульсе Мария Лойнас ( Куба)
- 1993 Мигель Делибес ( Испания)
- 1994 Марио Варгас Льоса ( Перу)
- 1995 Камило Хосе Села ( Испания)
- 1996 Хосе Гарсия Ньето ( Испания)
- 1997 Гильермо Кабрера Инфанте ( Куба)
- 1998 Хосе Йерро ( Испания)
- 1999 Хорхе Эдвардс ( Чили)
- 2000 Франсиско Умбраль ( Испания)
- 2001 Альваро Мутис ( Колумбия)
- 2002 Хосе Хименес Лосано ( Испания)
- 2003 Гонсало Рохас ( Чили)
- 2004 Рафаэль Санчес Ферлосио ( Испания)
- 2005 Серхио Питоль ( Мексика)
- 2006 Антонио Гамонеда ( Испания)
- 2007 Хуан Хельман ( Аргентина)
- 2008 Хуан Марсе ( Испания)
- 2009 Хосе Эмилио Пачеко ( Мексика)
- 2010 Ана Мария Матуте ( Испания)[1]
- 2011 Никанор Парра ( Чили)
- 2012 Хосе Мануэль Кабальеро Бональд ( Испания)[2]
- 2013 Элена Понятовска ( Мексика)
- 2014 Хуан Гойтисоло ( Испания)
- 2015 Фернандо дель Пасо ( Мексика)
- 2016 Эдуардо Мендоса ( Испания)
- 2017 Серхио Рамирес ( Никарагуа)
- 2018 Ида Витале ( Уругвай)
- 2019 Жоан Маргарит ( Испания)
- 2020 Франсиско Бринес ( Испания)
- 2021 Кристина Пери Росси ( Уругвай)
- 2022 Рафаэль Каденас ( Венесуэла)
- 2023 Луис Матео Диес ( Испания)